# De Danske, Norske og Tydske Undersaaters Glæde

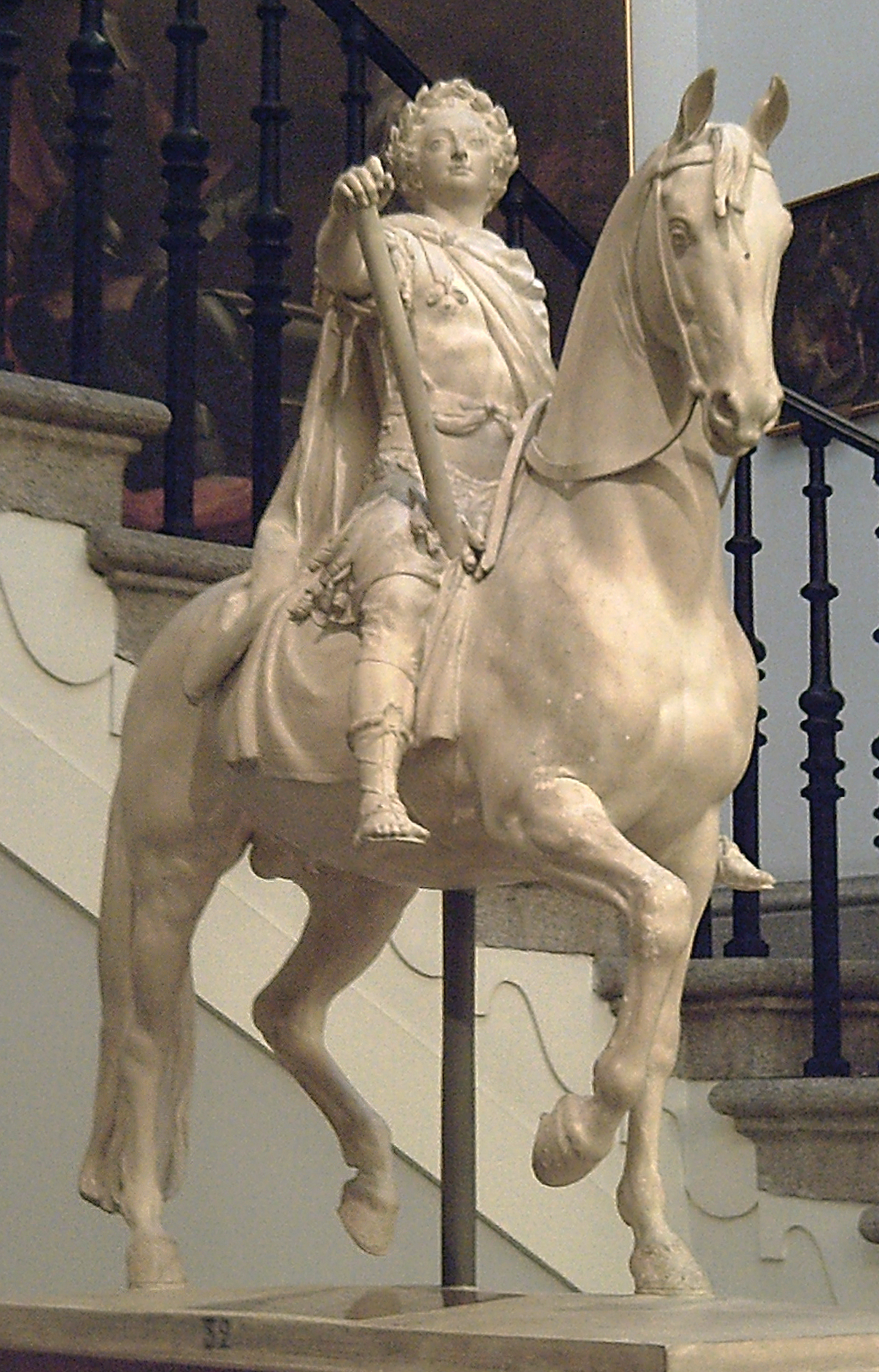
Koning Frederik V van Denemarken en Noorwegen

De Danske, Norske og Tydske Undersaaters Glæde (De vreugde van de Deense, Noorse en Duitse onderdanen, ook wel bekend als de Deense Cantate) is een cantate van de Duitse componist Georg Philipp Telemann (TWV 12:10). De cantate werd gecomponeerd in 1757 en werd op 31 maart van dat jaar voor het eerst opgevoerd in het gymnasium Christeaneum in Hamburg. Het stuk werd gecomponeerd ter gelegenheid van de verjaardag van de Deense koning Frederik V van Denemarken, die heerste over Denemarken, Noorwegen en de Duitstalige gebieden benoorden Hamburg. Het Christianeum was een gymnasium in de wijk Altona, dat was opgericht door en onder bestuur stond van de Deense koning. De tekst werd geschreven door Salomon von Haven, predikant te Odense.
Van de cantate is geen manuscript bewaard. In de bibliotheek van het Koninklijk Conservatorium van Brussel bevindt zich een Klavierauszug, op grond waarvan de orkestbezetting is gereconstrueerd. Daarbij diende zowel de gebruikte muzieksleutels als de wetenschap dat Telemann, die als cantor verantwoordelijk was voor de muzikale uitvoeringen in de vijf hoofdkerken van Hamburg, voortdurend met geldgebrek kampte waardoor bij de reconstructie gekozen is voor een kleine bezetting.
De cantate bestaat uit twintig delen waarbij recitatieven, koralen en aria's elkaar afwisselen. De teksten zijn overwegend in het Deens, maar ook in het Duits en Latijn en bezingen de zegeningen die de volkeren ten deel vallen die geregeerd worden door zo een voortreffelijk vorst als Frederik V. Hem wordt een lang teven toegewenst. Het Duitstalige recitatief en de bijbehorende aria bezingen meer specifiek Frederiks verantwoordelijkheid voor het Christianeum (Das hiesige Gymnasium met Schmuck besteht un bleibt bis daß die Welt vergeht) en Der (Frederik) gönnt uns den Bau und läßt dazu das Geld (...) wir segnen alle ihn und preisen ihn als Held.